# Енрон

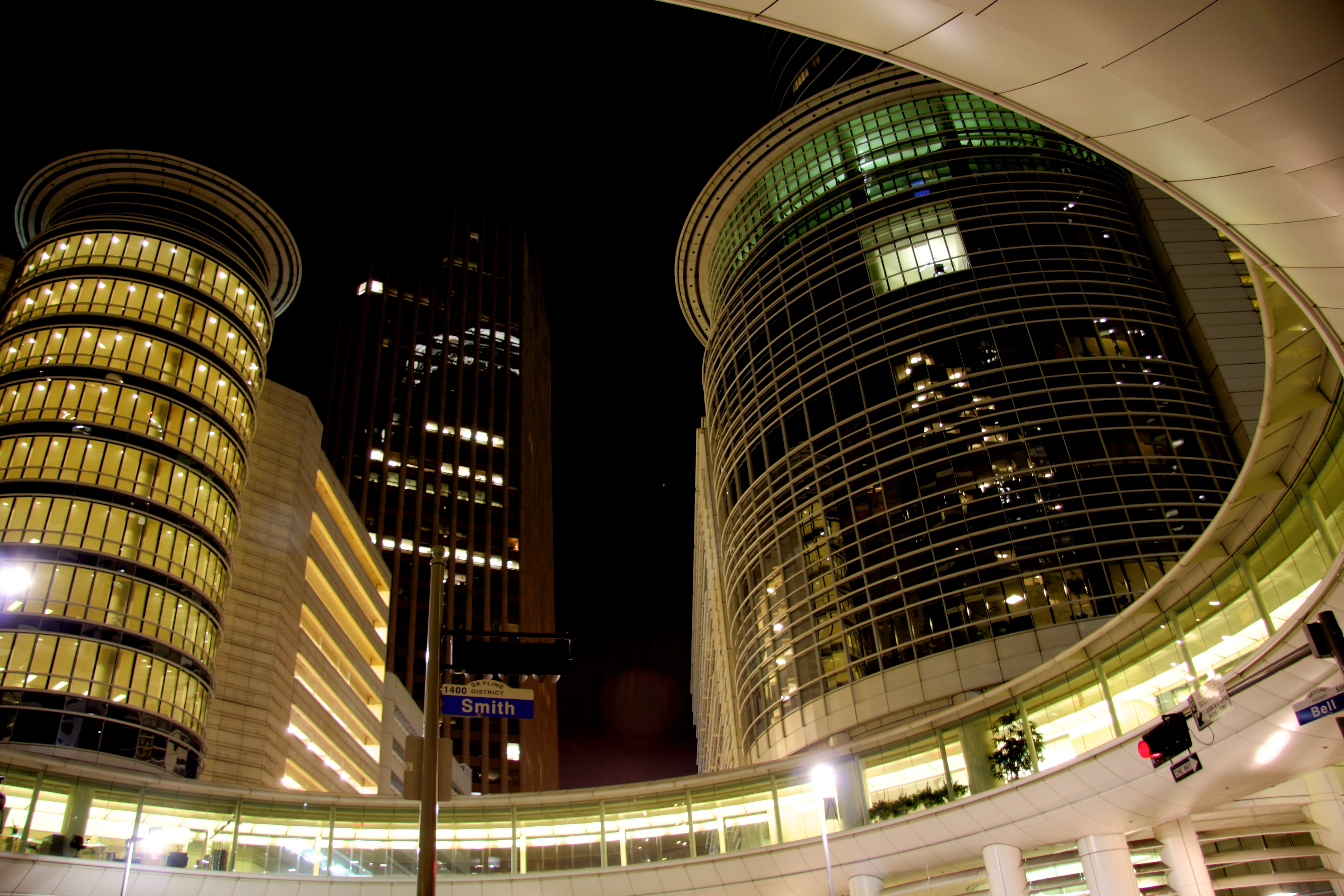
Корпоративні офіси компанії у м. Х'юстон.

Корпорація Енро́н (англ. Enron Corporation) — колишня американська енергетична компанія, розташована у м. Х'юстон, штат Техас.
Заснована у 1985 р., Корпорація Енрон була однією з найбільших компаній у світі у сфері виробництва електроенергії, природного газу та целюлозної промисловості. Перед банкрутством у 2000 р. її прибутки сягали 101 мільярд доларів.
У кінці 2001 р. у результаті розслідування з'ясувалося, що компанія систематично підробляла фінансову звітність і таким чином цілеспрямовано ошукувала тисячі своїх співробітників, клієнтів та інвесторів. У 2001 р. компанія збанкрутувала й опинилася у центрі одного з найгучніших економічних та фінансових скандалів США. Тисячі ошуканих інвесторів та співробітників компанії вимагали через суд компенсації від керівників, однак багаторічні заощадження та багатомільйонні інвестиції були здебільшого втрачені й не повернуті власникам. У 2007 р. Корпорація Енрон перетворилася на Компанію з відшкодування коштів Енрон (англ. Enron Creditors Recovery Corporation) і відповідно змінила свою назву. Скандал навколо Енрон став одним із символів корпоративної злочинності та фінансових махінацій транснаціональних компаній. 